# Xantheremia
Xantheremia (лат.) — род жуков-златок из подсемейства Polycestinae. Известно около 15 видов.

## Распространение
Палеарктика. Афротропика. Представители рода широко распространены в Северной и Восточной Африке (на юг до Кении), на Ближнем Востоке и в Центральной Азии.

## Систематика
Известно около 15 видов. Род был впервые выделен в 1979 году советским колеоптерологом М. Г. Волковичем с обозначением вида Acmaeodera koenigi Ganglbauer, 1888 в качестве типового таксона. Мелкие жуки продолговатой формы (длина тела около 5 мм) из трибы Acmaeoderini.
- Xantheremia brancsiki (Obenberger, 1935)
- Xantheremia chivensis (Volkovitsh, 1978)[1]
- Xantheremia convoluta (Klug, 1829)
- Xantheremia fasciata (Roth, 1851)
- Xantheremia flavipennis (Klug, 1829)
- Xantheremia freidbergi Volkovitsh, 2004[2]
- Xantheremia jelineki Bílý, 1983
- Xantheremia kaplini Volkovitsh, 1984[3]
- Xantheremia koenigi (Ganglbauer, 1888) typus
- Xantheremia mazandaranica  (Bílý, 1983)
- Xantheremia niehuisei  Volkovitsh, 2011[4]
- Xantheremia pantherina  (Bílý, 1979)
- Xantheremia philistina  (Marseul, 1866)
- Xantheremia steinbergi  (Volkovitsh, 1978)[1]
- Xantheremia straminea (Abeille de Perrin, 1895)
- Xantheremia volkovitshi  Bílý, 1983[5]